# Far from the Madding Crowd (1967)
Far from the Madding Crowd is een Britse dramafilm uit 1967 onder regie van John Schlesinger. Het scenario is gebaseerd op de gelijknamige roman uit 1874 van de Engelse auteur Thomas Hardy.

## Verhaal
Bathseba Everdene wijst de trouwe Gabriel Oak af, die bij haar op de boerderij werkt. Hij moet lijdzaam toekijken hoe Bathseba meer oog heeft voor buurman William Boldwood. De anders zo gelijkmoedige Gabriel raakt volledig in de ban van Bathseba. Dan duikt er ook nog een knappe soldaat op, die meteen verliefd wordt op haar.

## Rolverdeling
| Acteur           | Personage        |
| ---------------- | ---------------- |
| Julie Christie   | Bathsheba        |
| Terence Stamp    | Sergeant Troy    |
| Peter Finch      | William Boldwood |
| Alan Bates       | Gabriel Oak      |
| Fiona Walker     | Liddy            |
| Prunella Ransome | Fanny            |
| Alison Leggatt   | Mevrouw Hurst    |
| Paul Dawkins     | Henery Fray      |
| Julian Somers    | Jan Coggan       |
| John Barrett     | Joseph Poorgrass |
| Freddie Jones    | Cainy Ball       |
| Andrew Robertson | Andrew Randle    |
| Brian Rawlinson  | Matthew Moon     |
| Vincent Harding  | Mark Clark       |
| Victor Stone     | Billy Smallbury  |